# Liste der Naturschutzgebiete im Landkreis Ammerland
Im Landkreis Ammerland gibt es 19 Naturschutzgebiete (Stand Dezember 2019).
| Name des Gebietes                                                 | Bild           | Kennung | WDPA      | Landkreis / Stadt                                           | Beschreibung / Bemerkungen | Standort | Fläche in Hektar | Jahr der Verordnung |
| ----------------------------------------------------------------- | -------------- | ------- | --------- | ----------------------------------------------------------- | -------------------------- | -------- | ---------------- | ------------------- |
| Aper Tief                                                         | weitere Bilder | WE 221  | 162228    | Landkreis Ammerland                                         |                            | Position | 74,22            | 1994                |
| Barkenkuhlen im Ipweger Moor                                      | weitere Bilder | WE 172  | 162342    | Landkreis Ammerland                                         |                            | Position | 53,58            | 2010                |
| Dreibergen                                                        | weitere Bilder | WE 081  | 81554     | Landkreis Ammerland                                         |                            | Position | 1,89             | 1943                |
| Fintlandsmoor und Dänikhorster Moor                               | weitere Bilder | WE 088  | 81671     | Landkreis Ammerland                                         |                            | Position | 343              | 2017                |
| Gellener Torfmöörte mit Rockenmoor und Fuchsberg                  | weitere Bilder | WE 313  |           | Landkreis Wesermarsch, Landkreis Ammerland, Stadt Oldenburg |                            | Position | 313              | 2018                |
| Godensholter Tief                                                 |                | WE 285  |           | Landkreis Ammerland, Landkreis Cloppenburg                  |                            |          | 93               | 2018                |
| Großes Engelsmeer                                                 | weitere Bilder | WE 068  | 81771     | Landkreis Ammerland                                         |                            | Position | 2,27             | 1939                |
| Hochmoor und Grünland am Heiddeich                                | weitere Bilder | WE 248  | 378095    | Landkreis Ammerland                                         |                            | Position | 52,79            | 2006                |
| Hollweger Moor                                                    |                | WE 211  | 163773    | Landkreis Ammerland                                         |                            | Position | 96,12            | 1991                |
| Holtgast                                                          | weitere Bilder | WE 080  | 81922     | Landkreis Ammerland                                         |                            | Position | 34,97            | 2011                |
| Jeddeloher Moor                                                   |                | WE 226  | 163945    | Landkreis Ammerland                                         |                            | Position | 50,57            | 1996                |
| Mansholter Holz und Schippstroth an der Nutteler und Bokeler Bäke | weitere Bilder | WE 279  | 555552573 | Landkreis Ammerland                                         |                            | Position | 175,26           | 2012                |
| Moorkamp bei Süddorf                                              |                | WE 199  | 164679    | Landkreis Ammerland                                         |                            | Position | 18,78            | 2010                |
| Roggenmoor                                                        |                | WE 173  | 165201    | Landkreis Ammerland                                         |                            | Position | 50,34            | 1986                |
| Stamers Hop                                                       | weitere Bilder | WE 075  | 82617     | Landkreis Ammerland                                         |                            | Position | 24,44            | 1939                |
| Stapeler Moor Süd und Kleines Bullenmeer                          |                | WE 254  | 378365    | Landkreis Ammerland, Landkreis Leer                         |                            | Position | 412,78           | 2007                |
| Stapeler Moor und Umgebung                                        | weitere Bilder | WE 143  | 82619     | Landkreis Ammerland, Landkreis Friesland, Landkreis Leer    |                            | Position | 535,52           | 1983                |
| Vehnemoor                                                         | weitere Bilder | WE 270  | 389989    | Landkreis Ammerland, Landkreis Cloppenburg                  |                            | Position | 1676,10          | 2008                |
| Vreschen-Bokel am Aper Tief                                       | weitere Bilder | WE 271  | 389991    | Landkreis Ammerland                                         |                            | Position | 82,21            | 2009                |

## Ehemalige Naturschutzgebiete
- Dänikhorster Moor
- Fintlandsmoor
- Herrenmoor